# 蒙古科学院
蒙古科学院是蒙古国的科学研究中心机构，成立于1961年。

## 历史
1921年11月19日，“经文和手稿研究所”成立，标志着蒙古的科研中心机构的创立。该机构后来扩建为“科学研究所”、“科学高等教育研究所”。在此基础上，1961年5月16日成立了蒙古科学院。
蒙古国国家大呼拉尔于1996年通过了《蒙古科学院的法律地位》条款，依照该法，蒙古科学院成为发展蒙古国科学及尖端技术的科学研究中心机构。
蒙古科学院是国际科学理事会的正式会员。

## 组织
截至2004年，该院设有16个研究所和中心，1所大学，10个非直属科研及生产集团公司。
蒙古科学院的最高领导机构是该院全体院士大会。院士大会每年召开会议不少于2次。大会休会期间，由该院院长、副院长、学术秘书及其他成员共同组成的主席团负责领导该院的日常工作。科学院院长任期四年。大会下设的小呼拉尔有：
- 工程和技术小呼拉尔
- 生物学小呼拉尔
- 地质学与地理学小呼拉尔
- 社会科学小呼拉尔
- 物理学、数学与化学小呼拉尔

大会还设有两个下属科学院：
- 医学科学院
- 农业科学院

该院下属研究所和中心（及其创建年份）及其他科研附属机构如下：
1. 语言文学研究所（1921年）
2. 历史学研究所（1921年）
3. 地理学研究所（1926年）
4. 天文学与地球物理学中心（1957年）
5. 物理学与技术研究所（1961年）
6. 化学与化工研究所（1961年）
7. 植物学研究所（1961年）
8. 古生物学中心（1964年）
9. 生物学研究所（1965年）
10. 地质学与矿产资源研究所（1966年）
11. 国际问题研究所（1968年）
12. 哲学、社会学与法学研究所（1972年）
13. 信息学研究所（1987年）
14. 地理生态学研究所（1997年）
15. 游牧文明国际研究所（1998年）
16. 国家发展研究所（1999年）
17. 考古研究所（2002年）
18. 选矿与技术研究所
19. 巴彦乌勒盖社会经济学研究中心
20. 中心分析实验室
21. 技术孵化器
22. 鱼类饲养研究中心
23. 研究图书馆

兼具科学和生产任务的企业有：
1. 科学、技术、制造“能源”公司
2. 可再生能源公司。
3. 建设、建筑、研究、实验、实业和商务公司
4. 轻工业科学、技术和制造“装备”公司
5. 电子和机械研究公司
6. 蒙古农业工程公司
7. 食品研究与生产公司“Hunstech”
8. 传统医学－技术与生产公司
9. 蒙古技术转移中心

## 历任院长
- 昂古德·扎木彦（1921–1930）
- 巴塔尔·恰德拉（国家大呼拉尔委员，2004年前后在任）[1]